# Bradley Center
Il BMO Harris Bradley Center (precedentemente Bradley Center) era un'arena coperta situata a Milwaukee, nel Wisconsin. Hanno giocato in quest'arena i Milwaukee Bucks di NBA e la squadra di basket maschile della Marquette University fino al 2018. L'arena fu inaugurata il 1º ottobre 1988 con una partita di esibizione di hockey tra i Chicago Blackhawks e gli Edmonton Oilers. 
Nonostante sia stata completata alla fine degli anni ottanta, il BMO Harris Bradley Center era una delle arene più vecchie utilizzate in NBA ed è stata rimpiazzata dal nuovissimo Fiserv Forum al termine della stagione NBA 2017-2018.
Oltre a diversi eventi di Basket NCAA e concerti, l'arena ha ospitato numerosi eventi di wrestling, tra i quali No Way Out 2002 e Taboo Tuesday 2004.
I diritti di denominazione sono stati acquisiti nel maggio 2012 dalla banca BMO Harris Bank.